# Villa minerva
Villa minerva är en tvåvingeart som först beskrevs av Christian Rudolph Wilhelm Wiedemann 1828.  Villa minerva ingår i släktet Villa och familjen svävflugor. Inga underarter finns listade i Catalogue of Life.